# Oslotunnelen
| Unknown BSicon "tSTRa" |

| Unknown BSicon "tBHF" |

| Unknown BSicon "tSTRe" |

| Station on track |

Oslotunnelen är en järnvägstunnel i centrala Oslo, från Oslo Sentralstasjon (Oslo S) till Skøyen. Tunneln binder samman de östliga järnvägslinjerna med de västliga. Den är 3 635 meter lång och har två spår. Vid Nationaltheatret finns en underjordisk station, Nationaltheatrets station. Tunneln går rakt under och parallellt med tunnelbanan.

## Historik
Beslut om tunnelbygget fattades 1968, men tunneln blev inte färdig förrän 1980. Den kunde då förena de västliga och de östliga järnvägslinjerna, som tidigare hade haft ändstation på Vestbanestasjonen respektive Østbanestasjonen. I de ursprungliga planerna ingick två underjordiska stationer – Elisenberg och Nationaltheatret. Båda stationerna påbörjades, men bara Nationaltheatret färdigställdes. Stationen byggdes ursprungligen med en plattform och två spår och en uppgång mot öster. År 1999 byggdes stationen ut till fyra spår, vilket ökade tunnelns kapacitet från 16 till 24 tåg per timme i vardera riktningen. Samtidigt fick stationen en uppgång mot väster. Den nya stationen invigdes av kung Harald V den 6 december 1999.

## Festningstunnelen
Fram till 1998 fanns det två tunnlar i Oslo som gick under namnet Oslotunnelen. Numera kallas den vägtunnel som går under Akershus fästning (E18) istället för Festningstunnelen.

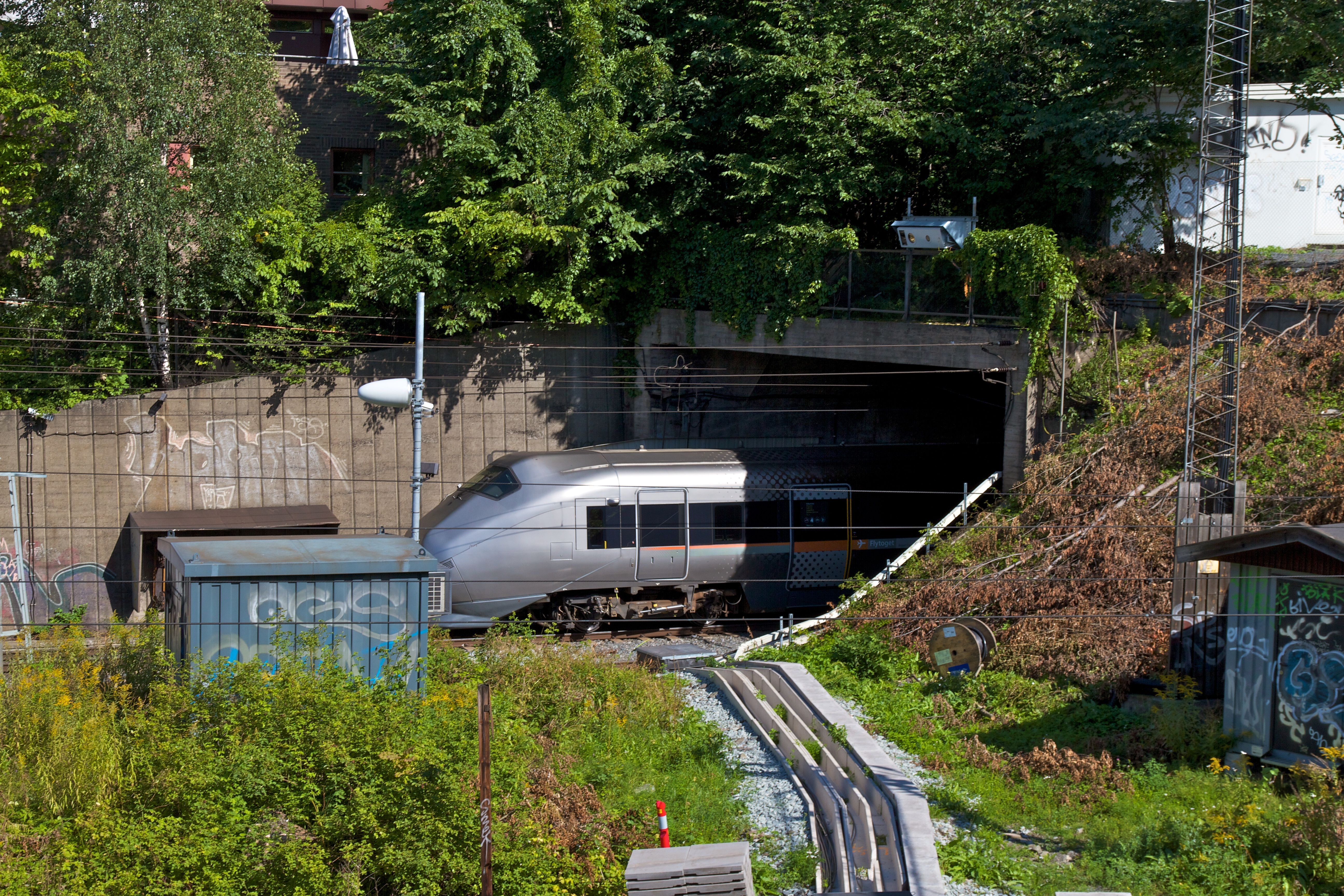
Östra tunnelentrén
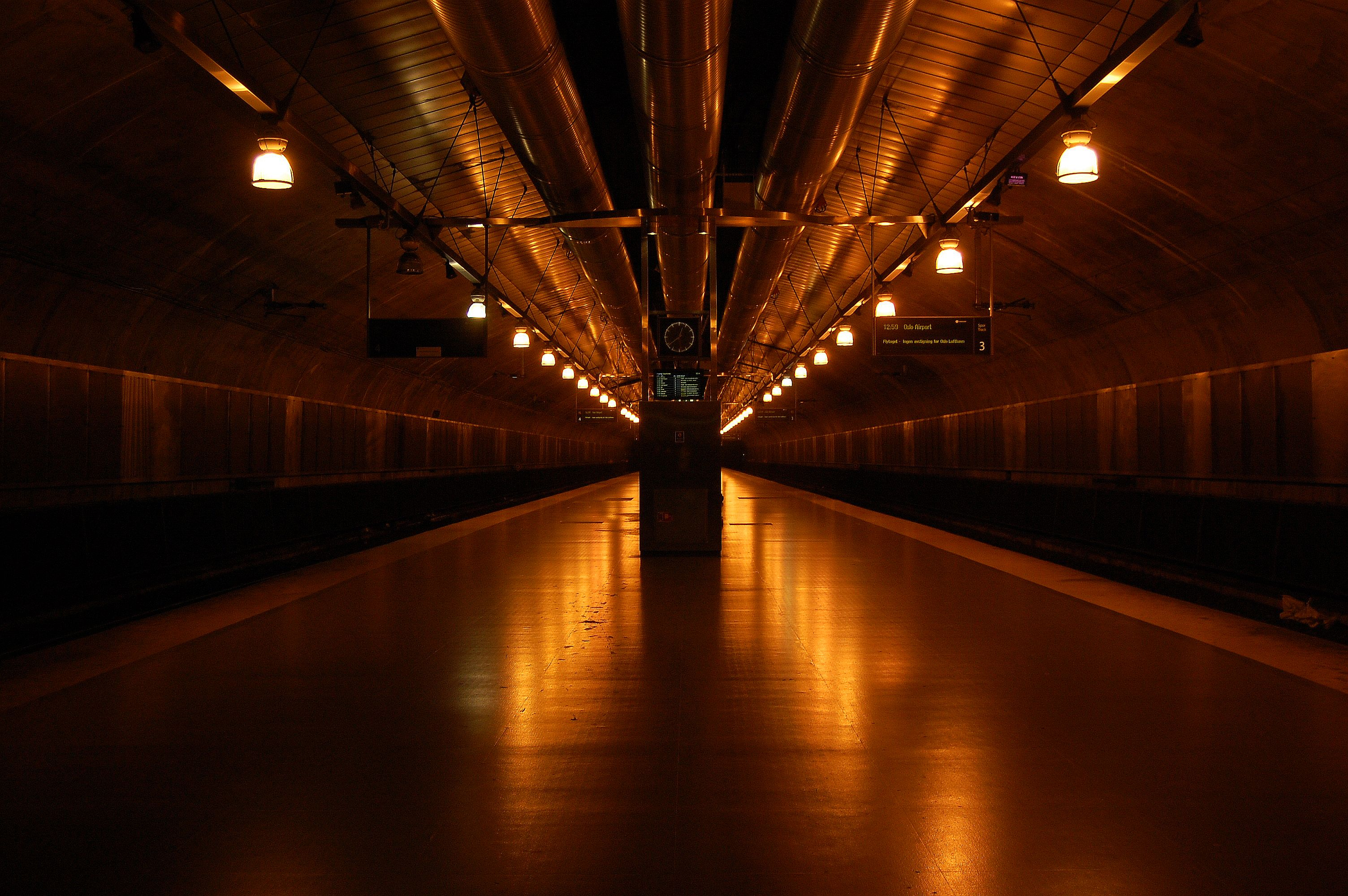
Nationaltheatrets station